# Neoaetosauroides
Neoaetosauroides is een monotypisch geslacht van uitgestorven basale, 'primitieve', aetosauriërs. Het type en de enige soort is N. engaeus. Fossielen zijn gevonden in de Los Colorados-formatie die uitsteekt langs de Sierra Morada-rivier in het Ischigualasto-Villa Unión-bekken in La Rioja, Argentinië en dateren uit het Norien van het Laat-Trias. Het was de eerste aetosauriër die bekend was uit de formatie, met overblijfselen die in de jaren 1960 werden ontdekt.

## Beschrijving
Het geslacht is een van de best vertegenwoordigde aetosauriërs uit Zuid-Amerika, waarbij sommige exemplaren volledig gearticuleerd zijn. Twee rijen dorsale osteodermen lopen paramediaal langs weerszijden van de wervelkolom. Ventrale osteodermen waren ook aanwezig. In tegenstelling tot de meeste andere aetosauriërs was de vierde vinger langer dan de tweede en derde. Bovendien was het aantal vingerkootjes in de vijfde vinger lager dan bij andere aetosauriërs. De bovenste rij tanden van Neoaetosauroides loopt naar voren naar de punt van de langwerpige snuit, bewijs dat onverenigbaar is met de theorie van een keratineuze snavel die voor andere aetosauriërs wordt voorgesteld.

## Paleobiologie
Biomechanische studies en spierreconstructies van de schedel van Neoaetosauroides hebben aangetoond dat het waarschijnlijk een dieet had dat sterk afweek van de meeste andere aetosauriërs. Terwijl de meeste aetosauriërs zeer sterke kaakspieren hadden die niettemin niet snel dicht konden klappen, had Neoaetosauroides iets zwakkere maar snellere kaken. Snelle kaakbeweging wordt soms gebruikt door herbivoren voor het bijsnijden van plantaardig materiaal, maar wordt vaker geassocieerd met vleeseten, omdat het ervoor zorgt dat kleine dieren gemakkelijker kunnen worden gevangen. Hoewel Neoaetosauroides de grote, hoektandachtige tanden mist die aanwezig zijn in gespecialiseerde vleesetende reptielen, mist het ook veel eigenschappen die consistent zijn met herbivoren, zoals een snavel of gebitsslijtagefacetten. Daarom werd voorgesteld dat Neoaetosauroides mogelijk een algemeen dieet had van zachte koloniale insecten, aangevuld met kleine gewervelde dieren. Dit dieet is vergelijkbaar met dat van moderne gordeldieren en schubdieren, die ook een vergelijkbare lichaamsvorm hebben als Neoaetosauroides.